# استنیس براتیون
اِستَنیس براتیون (انگلیسی: Stannis Baratheon) یک شخصیت ساختگی در مجموعه داستان‌های خیالی-حماسی ترانه یخ و آتش اثر نویسندهٔ آمریکایی جرج آر. آر. مارتین و اقتباس تلویزیونی آن بازی تاج‌وتخت است.
او که فرزند دوم لُرد استفان براتیون و لیدی کاسانا استرمونت و برادر رابرت براتیون و رنلی براتیون است، نخستین بار در رمان بازی تاج‌وتخت (۱۹۹۶) معرفی می‌شود و بعدها در نبرد پادشاهان (۱۹۹۸)، طوفان شمشیرها (۲۰۰۰) و رقصی با اژدهایان (۲۰۱۱) هم حضور می‌یابد.
نقش این شخصیت ساختگی را در مجموعهٔ تلویزیونی بازی تاج‌وتخت که محصول اچ‌بی‌او است، استیون دیلین ایفا می‌کند.

## ویژگی‌های کاراکتر
استنیس براتیون برادر کوچکترِ رابرت براتیون و برادر بزرگترِ رنلی براتیون است. او بعد از مرگ رابرت براتیون توسط دسیسه های سرسی (همسرش) طبق تمام قوانین، وارث رابرت براتیون و تنها پادشاه برحق وستروس بود. او بعد از مرگ پدر و مادرش دیگر اعتقاد به دین هفت اقلیم نداشت و در افکار غمبار غرق شد، او را فاقد حس شوخ‌طبعی توصیف کرده‌اند که حس عدالت‌خواهی و مسئولیت‌پذیریِ شدید اما منصفانه‌ای دارد. چه در درون افکارش و چه در دنیای بیرون وی یک فرماندهٔ نظامیِ زبردست اما بیش از حد محتاط است.